# Юнацька збірна України з футболу (U-17)
Юнацька збірна України з футболу (U-17) — національна футбольна збірна України, що складається із гравців віком до 17 років. Керівництво командою здійснює Українська асоціація футболу. До зміни формату юнацьких чемпіонатів Європи у 2001 році функціонувала як збірна до 16 років.
Головним континентальним турніром для команди є Юнацький чемпіонат Європи з футболу (U-17), успішний виступ на якому дозволяє отримати путівку на Чемпіонат світу (U-17). Також може брати участь у товариських і регіональних змаганнях.
Головний тренер — Юрій Мороз.
Найвище досягнення — бронзовий медаліст Європи 1994 року.

## Виступи на міжнародних турнірах

### Юнацький чемпіонат Європи (U-17)
| Статистика фінальної частини | Статистика фінальної частини |       | Статистика відбору     | Статистика відбору | Статистика відбору | Статистика відбору | Статистика відбору | Статистика відбору | Статистика відбору | Статистика відбору |
| Рік                          | Результат                    | Місце | І                      | В                  | Н*                 | П                  | Г+                 | Г-                 | GD                 |                    |
| ---------------------------- | ---------------------------- | ----- | ---------------------- | ------------------ | ------------------ | ------------------ | ------------------ | ------------------ | ------------------ | ------------------ |
| 2002                         | груповий етап                |       | 1                      | 2                  | 2                  | 0                  | 0                  | 6                  | 3                  | +3                 |
| 2003                         | не кваліфікувалася           |       | 4                      | 3                  | 0                  | 2                  | 1                  | 7                  | 8                  | -1                 |
| 2004                         | груповий етап                |       | 1                      | 6                  | 5                  | 0                  | 1                  | 17                 | 5                  | +12                |
| 2005                         | другий відбірковий раунд     |       | 2                      | 6                  | 3                  | 3                  | 0                  | 12                 | 1                  | +11                |
| 2006                         | не кваліфікувалася           |       | 3                      | 3                  | 1                  | 1                  | 1                  | 4                  | 4                  | 0                  |
| 2007                         | груповий етап                |       | 1                      | 6                  | 6                  | 0                  | 0                  | 20                 | 3                  | +17                |
| 2008                         | не кваліфікувалася           |       | 4                      | 3                  | 0                  | 1                  | 2                  | 2                  | 6                  | -4                 |
| 2009                         | не кваліфікувалася           |       | 3                      | 3                  | 1                  | 1                  | 1                  | 2                  | 5                  | -3                 |
| 2010                         | другий відбірковий раунд     |       | 4                      | 6                  | 1                  | 3                  | 2                  | 5                  | 7                  | -2                 |
| 2011                         | другий відбірковий раунд     |       | 4                      | 6                  | 1                  | 3                  | 2                  | 4                  | 6                  | -2                 |
| 2012                         | другий відбірковий раунд     |       | 4                      | 6                  | 1                  | 2                  | 3                  | 4                  | 5                  | -1                 |
| 2013                         | груповий етап                |       | 4                      | 6                  | 4                  | 2                  | 0                  | 15                 | 2                  | +13                |
| 2014                         | другий відбірковий раунд     |       | 2                      | 6                  | 2                  | 2                  | 2                  | 9                  | 7                  | +2                 |
| 2015                         | другий відбірковий раунд     |       | 4                      | 6                  | 0                  | 3                  | 3                  | 1                  | 6                  | -5                 |
| 2016                         | груповий етап                |       | 1                      | 6                  | 4                  | 2                  | 0                  | 13                 | 2                  | +11                |
| 2017                         | груповий етап                |       | 2                      | 6                  | 2                  | 2                  | 2                  | 8                  | 9                  | -1                 |
| 2018                         | другий відбірковий раунд     |       | 3                      | 6                  | 2                  | 2                  | 2                  | 11                 | 8                  | +3                 |
| 2019                         | другий відбірковий раунд     |       | 3                      | 6                  | 3                  | 1                  | 2                  | 18                 | 6                  | +12                |
| 2020                         | відмінено через COVID-19     |       | -                      | 0                  | 0                  | 0                  | 0                  | 0                  | 0                  | -                  |
| 2021                         | відмінено через COVID-19     |       | -                      | 0                  | 0                  | 0                  | 0                  | 0                  | 0                  | -                  |
| 2022                         | другий відбірковий раунд     |       | 3                      | 3                  | 0                  | 0                  | 0                  | 5                  | 6                  | -1                 |
| 2023                         | другий відбірковий раунд     |       | 0                      | 0                  | 0                  | 0                  | 0                  | 0                  | 0                  | -                  |
| 2024                         | очікується...                |       | 0                      | 0                  | 0                  | 0                  | 0                  | 0                  | 0                  | -                  |
| Усього                       | 7/21                         |       | Найкращий результат: 1 | 92                 | 38                 | 30                 | 24                 | 158                | 93                 | +65                |

## Склад збірної U-17 зразка 1994, бронзового призера чемпіонату Європи
- Перхун Сергій Володимирович
- Остапенко Олег Володимирович
- Колчин Денис Борисович
- Купцов Олексій Сергійович
- Мішков Омар Фауазович
- Назаров Дмитро Аркадійович
- Федорук Олег Євгенійович
- Білокінь Сергій Вікторович
- Зубов Геннадій Олександрович
- Гопкало Володимир Михайлович
- Згура Сергій Олександрович
- Клименко Андрій Віталійович
- Омельянович Сергій Леонідович
- Слюсар Валентин Васильович
- Головко Андрій Валентинович
- Ящук Олег Ростиславович[2]